# Villa Molin

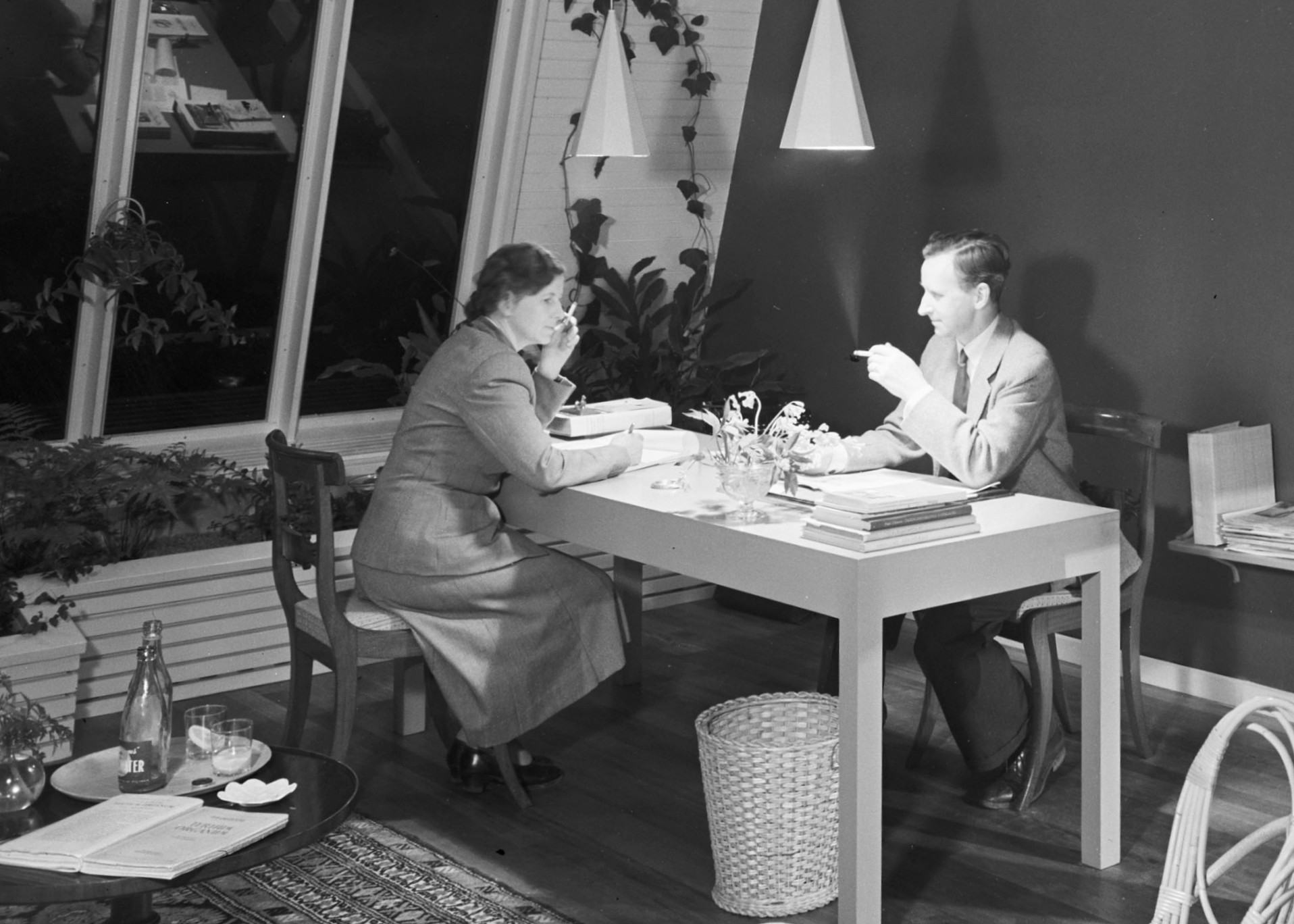
Paret Molin i sin villa i vardagsrummet, 1949.

Villa Molin är en privatvilla vid Elfviksvägen 56 i kommundelen Rudboda i Lidingö kommun. Villan ritades 1947 av arkitekt Ralph Erskine för trädgårdsarkitekten och redaktören Ulla Molin. Villan anses av kommunen ha höga kulturhistoriska värden, främst arkitektoniska och arkitekturhistoriska.

## Byggnadsbeskrivning
Villa Molin är en av Ralph Erskins tidiga arbeten. Byggnaden ligger högt i en sydsluttning och med utsikt över Kyrkviken. Uppdragsgivaren var Ulla Molin och hennes make ingenjören K.G. Molin. Ulla Molin var trädgårdsarkitekt och redaktör för tidskriften Hem i Sverige. Hon kände Erskine väl och var en av dem som ivrigast lanserade honom.  Villan ritades 1947 av Erskine tillsammans med  Sören Wimmerström, som då var anställd arkitekt på Erskines kontor.
Byggnaden är en 1½-plans villa uppförd i lättbetong och med fasader i grönfärgat grovputs. Trädgårdsfasaden (mot väst) lutar och är täckt med eternitplattor. Det var meningen att vegetation skulle klättra upp på den lutande fasaden. I bottenvåning anordnades vardagsrum (något försänkt), matplats och ett av Erskine specialritat kök. Bottenvåningen har senare byggs till med ett rum mot öster. På övervåningen återfinns badrum och flera sovrum, varav två har en gemensam balkong. Paret Molin hade två barn.

### Historiska bilder
År 1947 besökte arkitekturfotografen Sune Sundahl nybyggda Villa Molin och dokumenterade byggnaden:

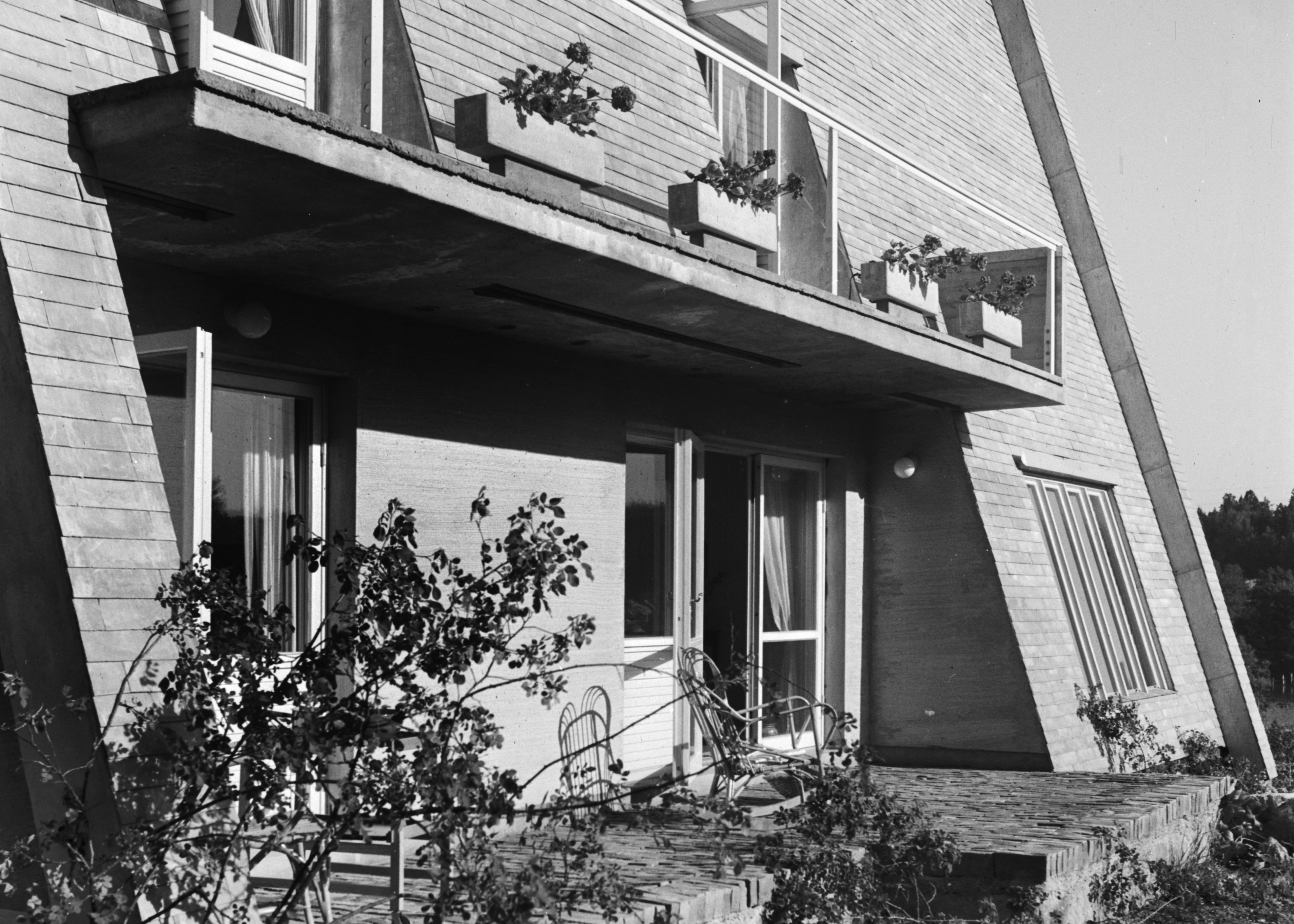
Verandan
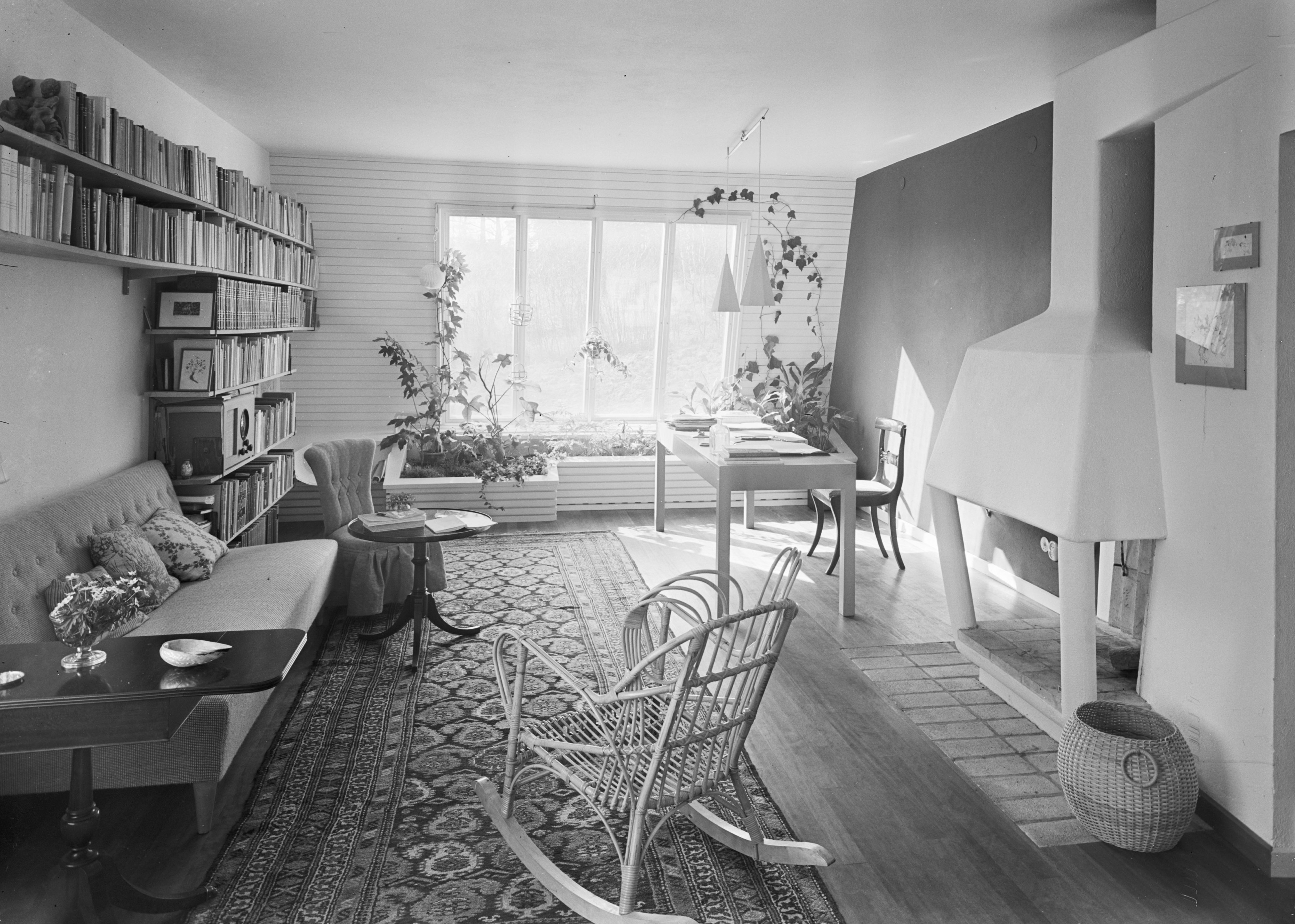
Vardagsrummet
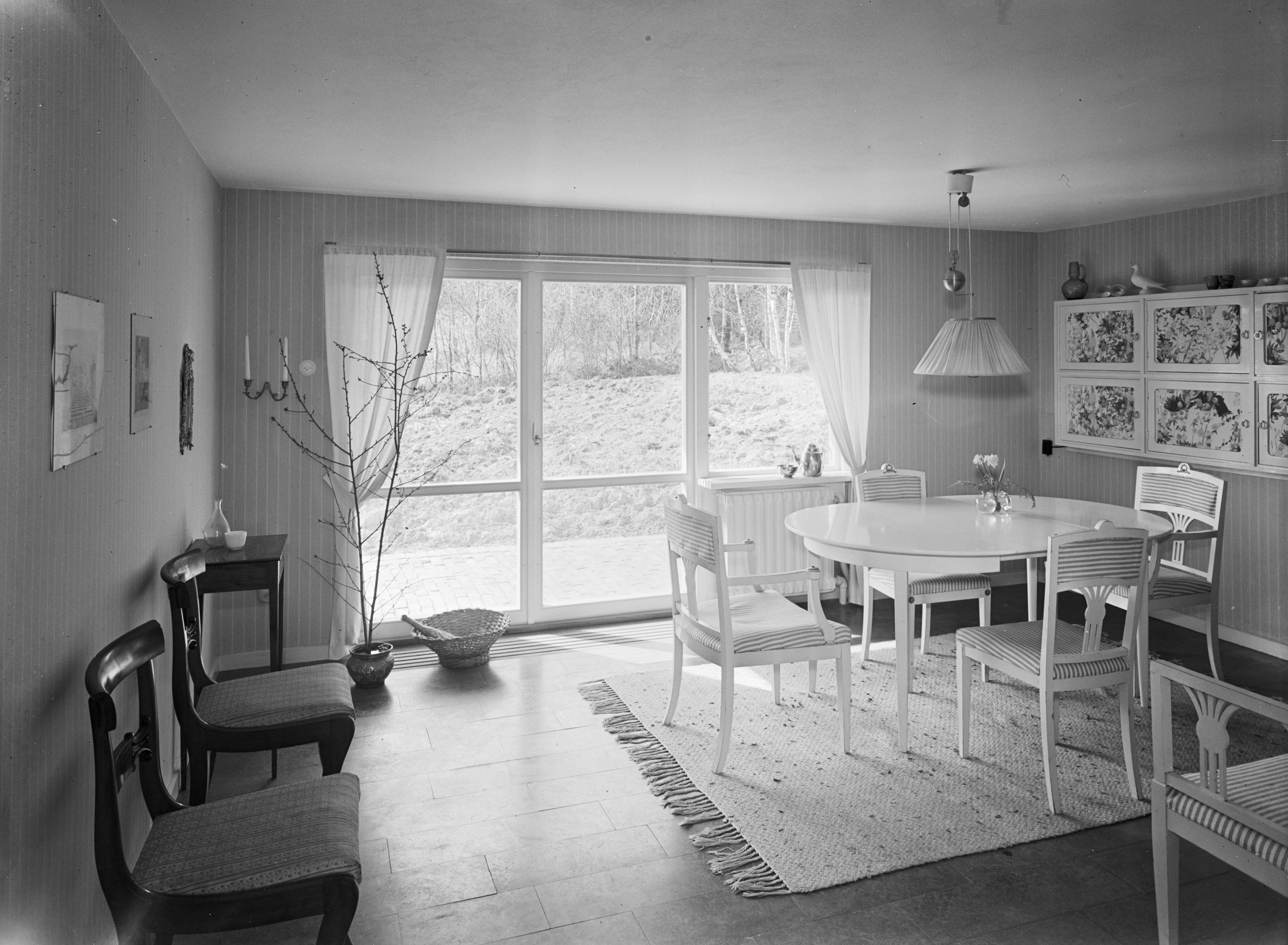
Matrummet
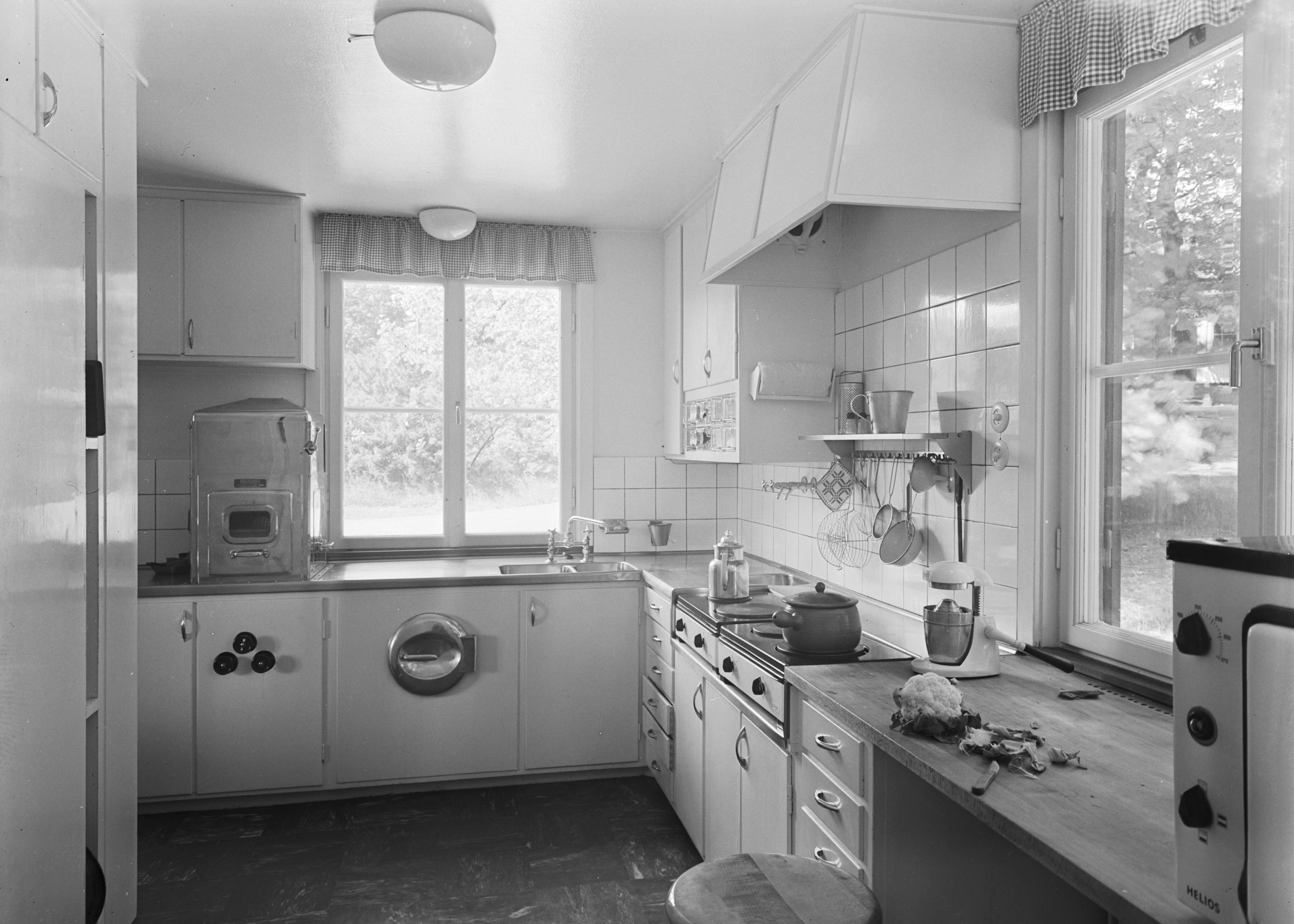
Köket

### Nutida bilder

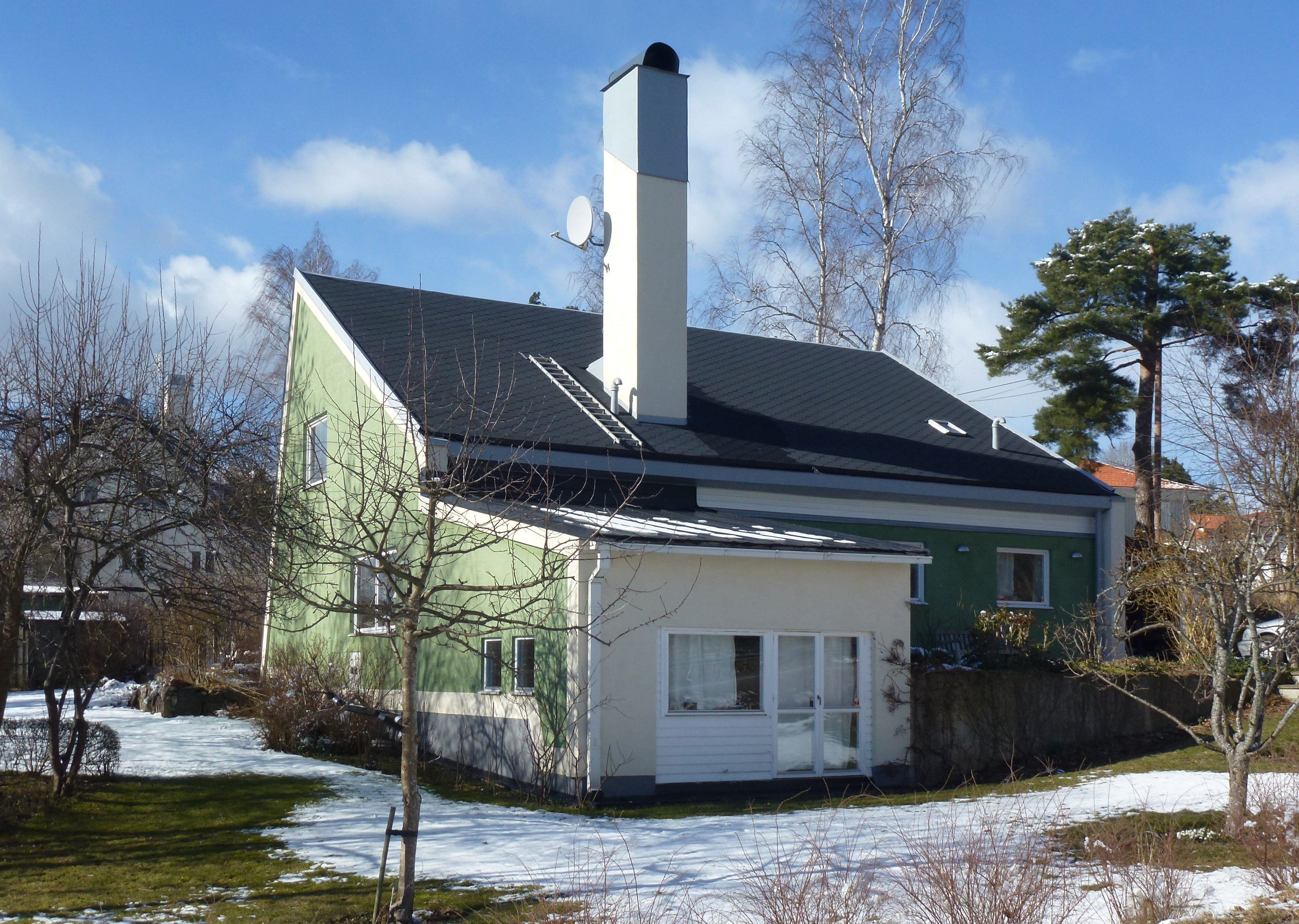
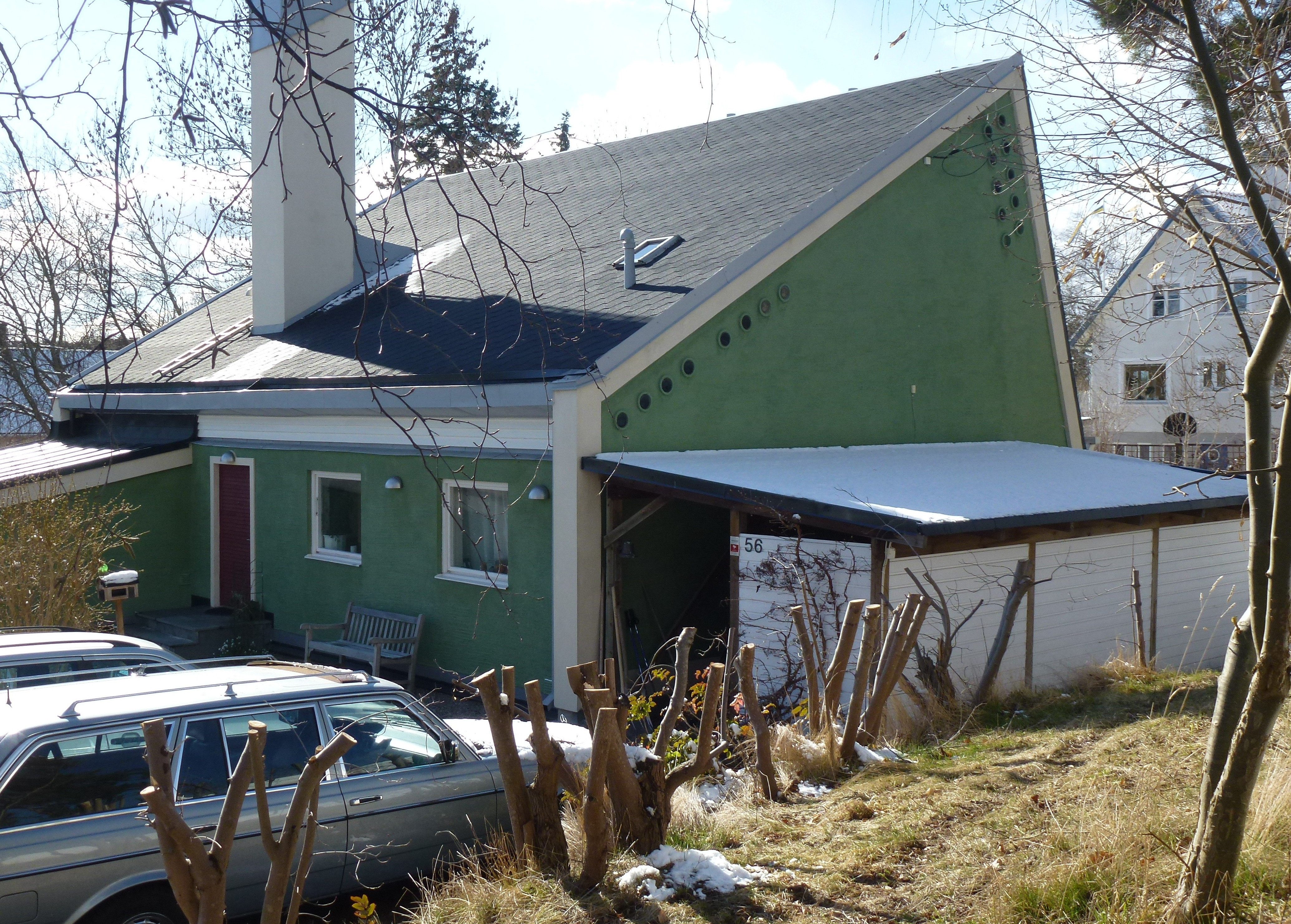
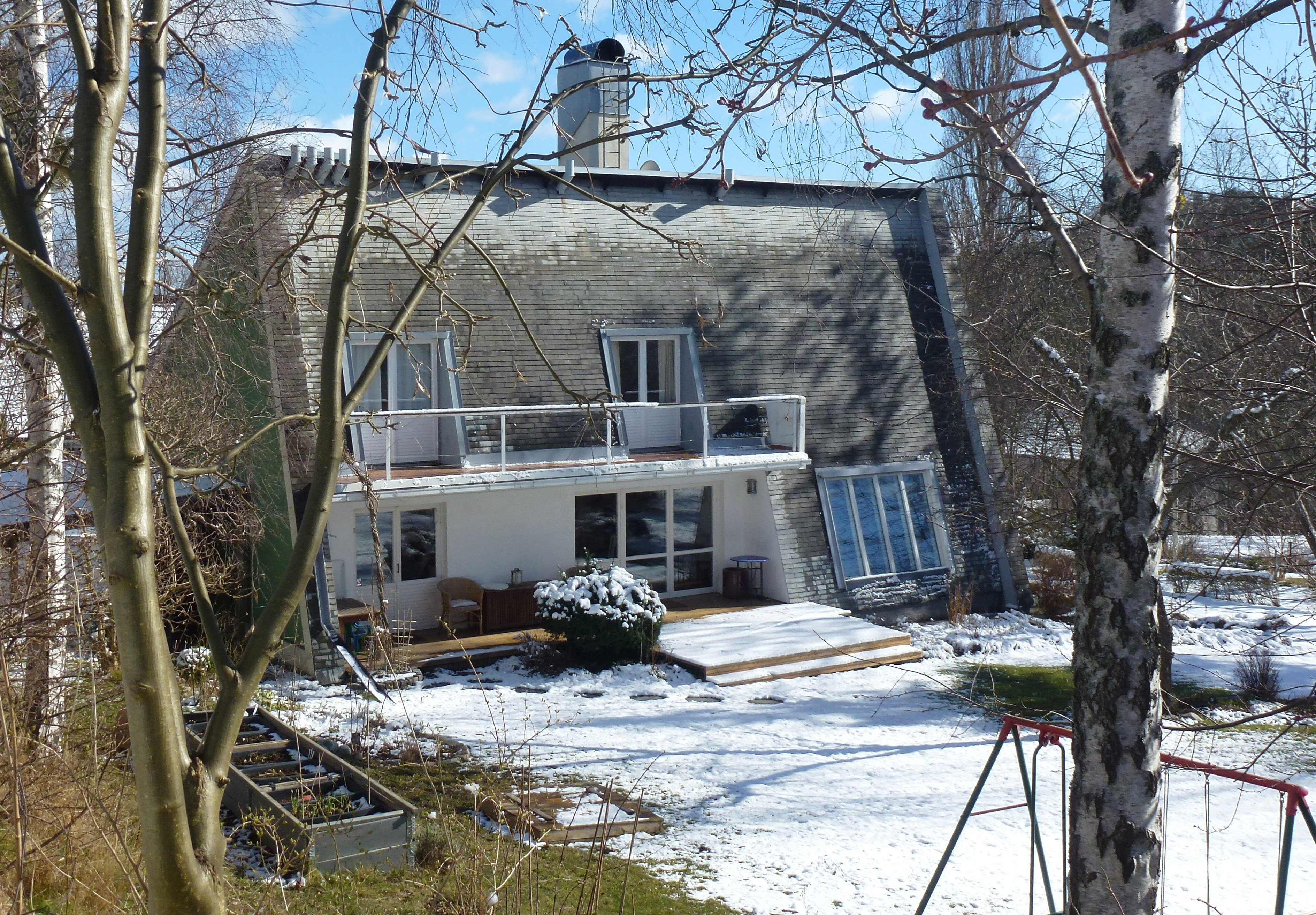
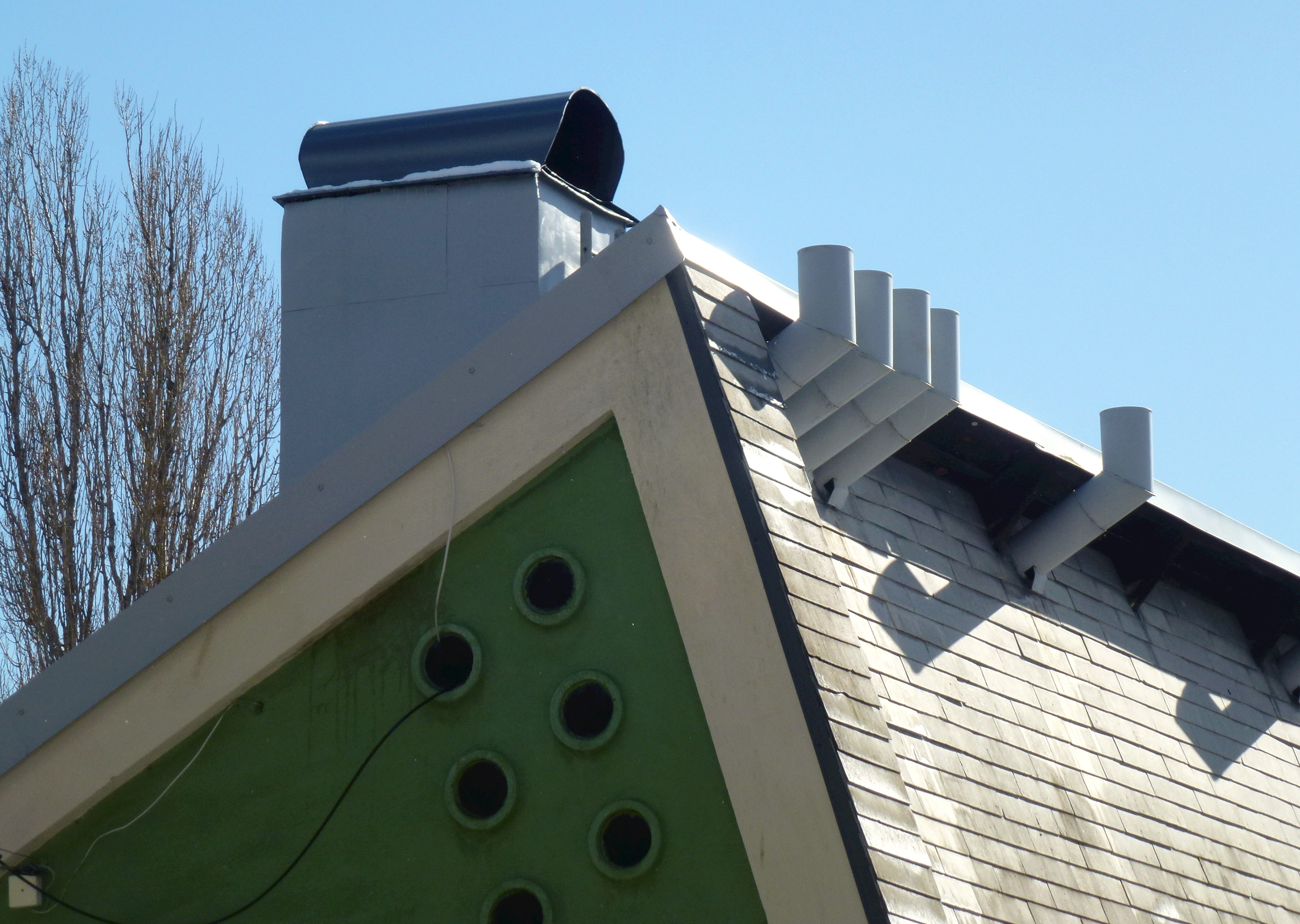